# 克里斯·威尔考克斯
克里斯·雷·威尔考克斯（英語：Chris Ray Wilcox，1982年9月3日—），生于北卡罗来纳州罗利，美国职业篮球运动员，司职中锋。

## 早年生涯
大学期间效力于马里兰大学，帮助大学取得了球队历史上首座NCAA总冠军。高中期间他就读于北卡罗来纳州的Whiteville高中，带领球队取得了1999年2A级州际锦标赛的冠军，最后他转学去了罗利的Enloe高中。

## NBA生涯
2002年NBA选秀中威尔考克斯在第一轮第8顺位被洛杉矶快船队摘得，在NBA效力了四个赛季，取得了场均8.1分和5.3个篮板的数据。在2005-06赛季转会西雅图超音速队后，威尔考克斯的数据出现了一个大的跳跃，当季就取得了场均14.1分和8.2个篮板，在29场比赛中首发出场23场。2006-07赛季，他在超音速队的82场常规赛中没有缺席一场，取得了场均13.5分和7.7个l篮板的数据，成为了球队中稳定的头号中锋。
2005年6月，威尔考克斯被怀疑酒后驾车，警察此后并未查出他有酒后驾车行为，但是却在车上发现了一支未在当地注册的枪支，他随即被拘留。两个月后威尔考克斯的律师帮助他在法庭胜诉，他们认为这把枪在北卡罗莱纳州已经注册了，而威尔考克斯只不过是为了自卫。
威尔考克斯是在2006年2月14日被西雅图超音速队使用弗拉迪米尔·拉德马诺维奇交换而来的。
2006年4月4日，威尔考克斯在和休斯敦火箭的比赛中夺得了个人职业生涯最高的24个篮板，并且在比赛中取得26分帮助球队击败了对手。这一纪录也是超音速队自1983年传奇中锋杰克·西格马在对阵犹他爵士队中抓到的25个篮板之后最多的。